# Paulskirche (Frankfurt am Main)
Paulskirche i Frankfurt am Main blev bygget i 1789-1833 som erstatning for den middelalderlige klosterkirke. 
I 1529-1786 var den tidligere klosterkirke byens evangeliske hovedkirke. 
Frankfurtparlamentet samledes i kirken i 1848. 
Den 18. marts 1944 blev kirken ødelagt under et bombeangreb. Genopbygningen begyndte allerede i 1948. Dermed blev kirken den første historiske bygning, der blev genopført i Frankfurt. 